# 애디왈레이 애키누에이아그바제이
애디왈레이 애키누에이아그바제이(영어: Adewale Akinnuoye-Agbaje, 요루바어: 아데왈레 아키누오예아그바제, 1967년 8월 22일 ~ )은 나이지리아 혈통의 잉글랜드 배우이자 전직 모델이다. 영화 《미이라 2》의 록나, 《본 아이덴티티》의 니콰나 웜보시 역과 드라마 《로스트》의 미스터 에코를 맡은 것으로 잘 알려져 있다. 그의 부모는 요루바족 출신의 나이지리아인이다.

## 출연작 목록

### 영화
| 연도 | 제목                                      | 배역                    |
| ---- | ----------------------------------------- | ----------------------- |
| 1995 | 《콩고》                                  | 카헤가                  |
| 1995 | 《델타 비너스》                           | 예지자                  |
| 1995 | 《에이스 벤츄라 2》                       | 히투                    |
| 1996 | 《죽음의 항해》                           | 이매뉴얼                |
| 1998 | 《리전에어》                              | 루서                    |
| 2001 | 《미이라 2》                              | 록나                    |
| 2001 | 《립 서비스》                             | 세바스티온              |
| 2002 | 《본 아이덴티티》                         | 니콰나 웜보시           |
| 2004 | 《나인 라이브스》                         | 주노드                  |
| 2005 | 《러브 인 샌프란시스코》                  | 퀘시                    |
| 2005 | 《온 더 원》                              | 불 샤키                 |
| 2005 | 《겟 리치 오어 다이 트라인》              | 머제스틱                |
| 2009 | 《지.아이.조: 전쟁의 서막》               | 헤비 듀티               |
| 2010 | 《복수자》                                | 목사                    |
| 2011 | 《킬러 엘리트》                           | 에이전트                |
| 2011 | 《더 씽》                                 | 데릭 제임슨             |
| 2013 | 《불릿 투 더 헤드》                       | 모렐                    |
| 2013 | 《토르: 다크 월드》                       | 알그림 / 커스           |
| 2013 | 《인에비터블 디핏 오브 미스터 앤드 피트》 | 파이크                  |
| 2014 | 《폼페이: 최후의 날》                     | 아티쿠스                |
| 2014 | 《애니》                                  | 내시                    |
| 2015 | 《트럼보》                                | 버질 브룩스             |
| 2015 | 《컨커션》                                | 데이브 듀어슨           |
| 2015 | 《게임 체인저》                           |                         |
| 2015 | 《빌랄》                                  |                         |
| 2016 | 《수어사이드 스쿼드》                     | 웨일런 존스 / 킬러 크록 |
| 2017 | 《엘리자베스 블루》                       |                         |
| 2017 | 《웻랜드》                                |                         |
| 2018 | 《파밍》                                  | 페미                    |

### TV 드라마
| 연도      | 제목                                 | 배역            | 비고 |
| --------- | ------------------------------------ | --------------- | ---- |
| 1995      | 《뉴욕 언더커버》New York Undercover | 클리프 램지     |      |
| 1996–1999 | 《링크스》Linc's                     | 윈스턴 이웰루   |      |
| 1997      | 《해저 2만리》                       | 케이브 애턱스   |      |
| 1997–2000 | 《오즈》                             | 사이먼 아데비시 |      |
| 2005–2006 | 《로스트》                           | 미스터 에코     |      |
| 2009      | 《탐정 몽크》                        | 새뮤얼 웨인가야 |      |
| 2011      | 《스트라이크 백》                    |                 |      |
| 2012      | 《헌티드》                           | 디컨 크레인     |      |
| 2015      | 《왕좌의 게임》                      | 말코            |      |
| 2015      | 《아메리칸 오디세이》                |                 |      |